# Geohowdenius opacus
Geohowdenius opacus — жук семейства навозников-землероев (Geotrupidae).

## Распространение
Вид распространён в центральной части США, а именно в штатах: Мичиган, Небраска, Висконсин, Канзас и Оклахома

## Описание
Длиной около 18 мм. Бледно-чёрного окраса, на надкрыльях очень слабо видны продольные линии, на переднеспинке отсутствуют, на обоих (переднеспинке и надкрыльях) имеются вогнутые крапинки.